# Liste der Bürgermeister von Arnhem
Dies ist die Liste der Bürgermeister der Gemeinde Arnhem in der niederländischen Provinz Gelderland.
| Bürgermeister                          | Bürgermeister                                                   | Partei | Partei | Amtszeit  | Anmerkungen            |
| -------------------------------------- | --------------------------------------------------------------- | ------ | ------ | --------- | ---------------------- |
|                                        | Jacob Nicolaas van Eck                                          |        |        | 1812      |                        |
|                                        | A.A. Gaymans                                                    |        |        | 1813      | [ 1 ]                  |
|                                        | Roeland Jan Bouricius                                           |        |        | 1816–1824 |                        |
|                                        | Abraham Johan van der Hoop                                      |        |        | 1821–1824 |                        |
|                                        | Johan Weerts                                                    |        |        | 1824–1841 | [ 2 ]                  |
|                                        | Joan Jacob Adolf Alexander van Pallandt                         |        |        | 1841–1872 | [ 1 ]                  |
|                                        | François Marinus Christiaan Pels Rijcken                        |        |        | 1872–1884 | [ 1 ]                  |
|                                        | Diederik Jan Antonie Albertus van Lawick van Pabst van Nijevelt |        |        | 1884–1899 | [ 1 ]                  |
| Emile Claude Sweerts de Landas Wyborgh | Emile Claude Sweerts de Landas Wyborgh                          |        | ARP    | 1899–1904 | [ 1 ]                  |
| Antonie Röell                          | Antonie Röell                                                   |        |        | 1904–1910 | [ 1 ]                  |
| Aarnoud van Heemstra                   | Aarnoud van Heemstra                                            |        |        | 1910–1920 | [ 1 ]                  |
| Dirk Jan de Geer                       | Dirk Jan de Geer                                                |        | CHU    | 1920–1921 | [ 1 ]                  |
| Salomon Jean René de Monchy            | Salomon Jean René de Monchy                                     |        |        | 1921–1934 | [ 1 ]                  |
| Henri Bloemers                         | Henri Bloemers                                                  |        |        | 1934–1944 | [ 1 ]                  |
|                                        | Eugène Albert Arnold Liera                                      |        | NSB    | 1944      | kommissarisch          |
|                                        | Arjen Schermer                                                  |        | NSB    | 1944–1945 | kommissarisch          |
| Chris Matser                           | Chris Matser                                                    |        | KVP    | 1945–1969 | bis 1946 kommissarisch |
| Hans Roelen                            | Hans Roelen                                                     |        | VVD    | 1969–1980 | [ 3 ]                  |
| Job Drijber (r.)                       | Job Drijber                                                     |        | VVD    | 1980–1989 | [ 4 ]                  |
|                                        | Paul Scholten                                                   |        | VVD    | 1989–2001 | [ 5 ]                  |
|                                        | Pauline Krikke                                                  |        | VVD    | 2001–2013 | [ 1 ]                  |
| Herman Kaiser                          | Herman Kaiser                                                   |        | CDA    | 2013–2017 | [ 1 ]                  |
|                                        | Boele Staal                                                     |        | D66    | 2016–2017 | kommissarisch          |
| Ahmed Marcouch                         | Ahmed Marcouch                                                  |        | PvdA   | 2017–     | [ 1 ]                  |